# مومینی (بلژیک)

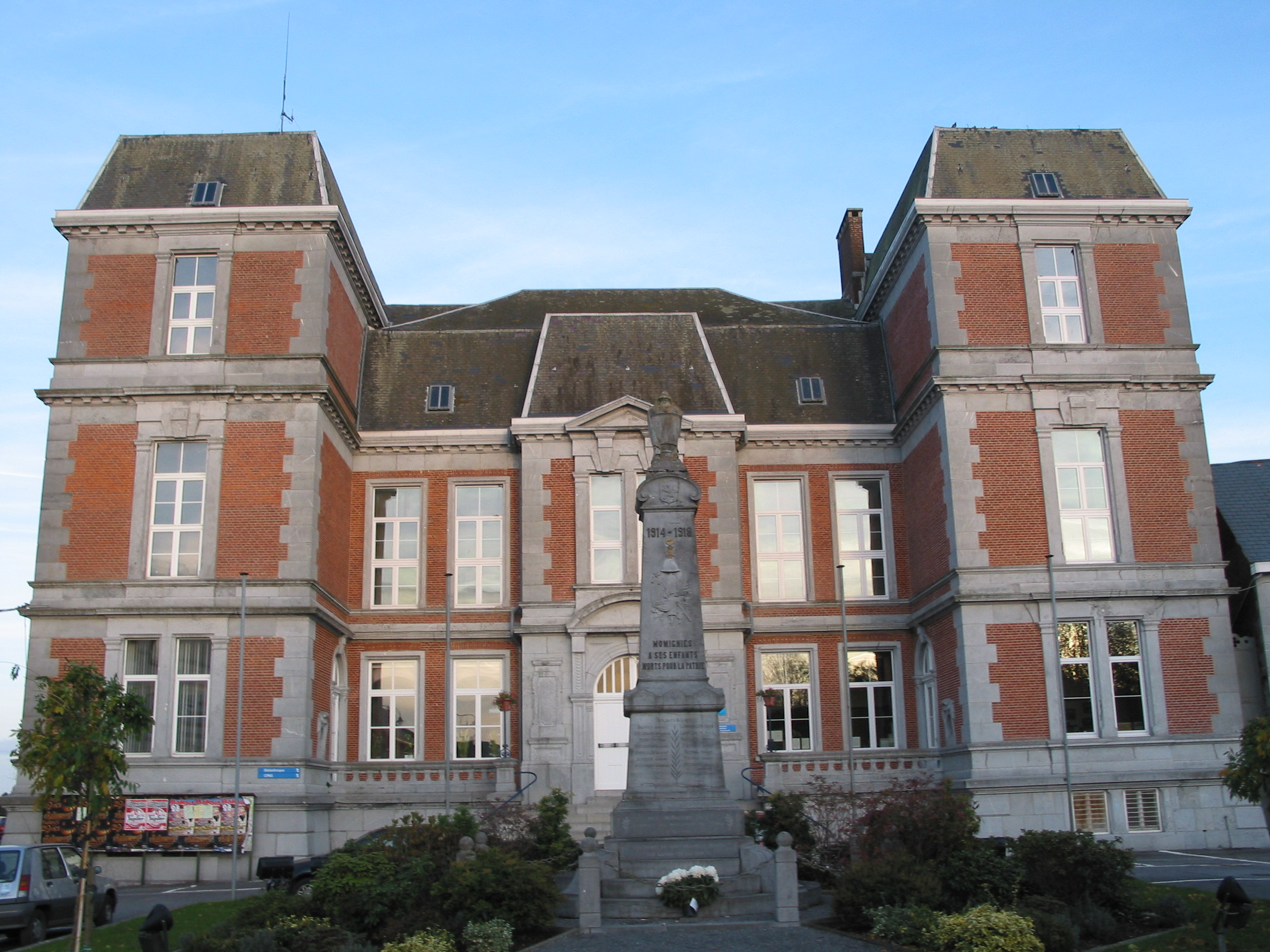
شهر مومینی

شهر مومینی (به فرانسوی: Momignies) در شهرستان توئن  در استان انو  در منطقه فدرال والوون در کشور بلژیک واقع شده‌است.